# Romane Prigent
Pour les articles homonymes, voir Prigent.
Romane Prigent est une kayakiste française née le 1er avril 1999.

## Carrière
Elle remporte la médaille d'or en K1 par équipes avec Camille Prigent et Emma Vuitton aux Championnats d'Europe de slalom 2022.

## Famille
Elle est la cousine de la kayakiste Camille Prigent et d'Yves Prigent.